# Локомотивен машинист
Локомотивен машинист е човек, който притежава професионална квалификация да управлява локомотиви. Машинистите преминават периодични психологически прегледи, а преди да поемат управлението на машината задължително минават проверка за употреба на алкохол и каквото и да е психотропно вещество .
Локомотивните машинисти са една от основните и водещи фигури в железопътния транспорт. Практикуващите професията и заемащи тази длъжност изпълняват изключително отговорната работа по управление на локомотивите и мотрисните влакове (МВ), при стриктно спазване правилата по безопасно и сигурно движение в съответствие с действащите в БДЖ наредби, правилници и нормативни документи, при спазване на графика за движение на влаковете. Притежават технически познания по управляваните от тях серии локомотиви и МВ и полагат грижи за правилната експлоатация и стопанисване на локомотивите и МВ.
Локомотивните помощник-машинисти са втори лица при работата на локомотива при обслужване на влакове и образуват заедно с локомотивния машинист локомотивна бригада. Помощник-машинистите притежават основни технически познания по сериите локомотиви, за които имат правоспособност, и полагат грижи за екипировката, чистотата и за правилното стопанисване на локомотивите. Те нямат право да управляват локомотиви, освен в случай на неотложни спешни случаи и тези притежаващи документ за локомотивни машинисти, описани в нормативната база на БДЖ.